# Aristaria mayalis
Aristaria mayalis är en fjärilsart som beskrevs av William Schaus 1916. Aristaria mayalis ingår i släktet Aristaria och familjen nattflyn. Inga underarter finns listade i Catalogue of Life.